# Sputnik

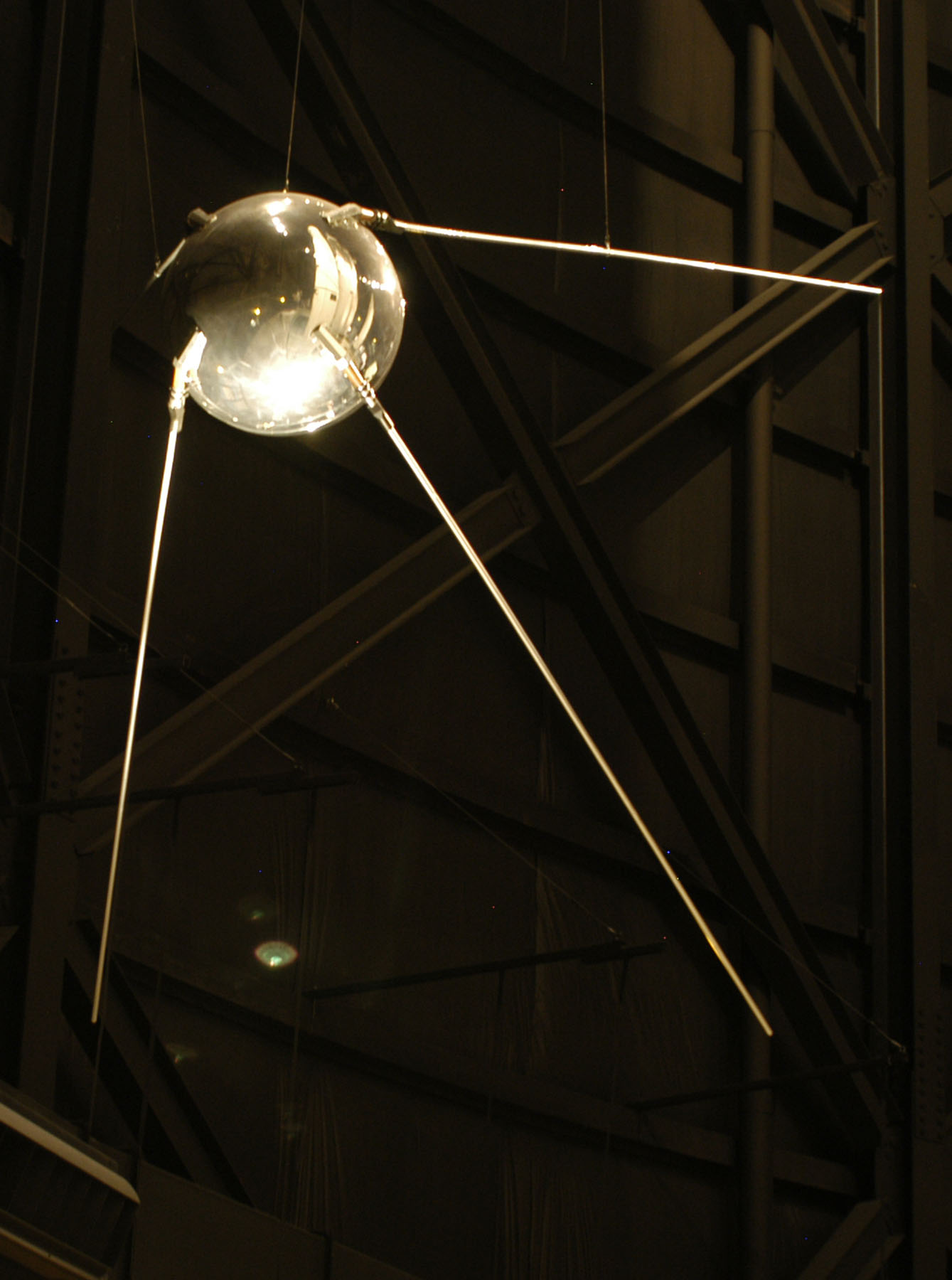
Sputnik 1

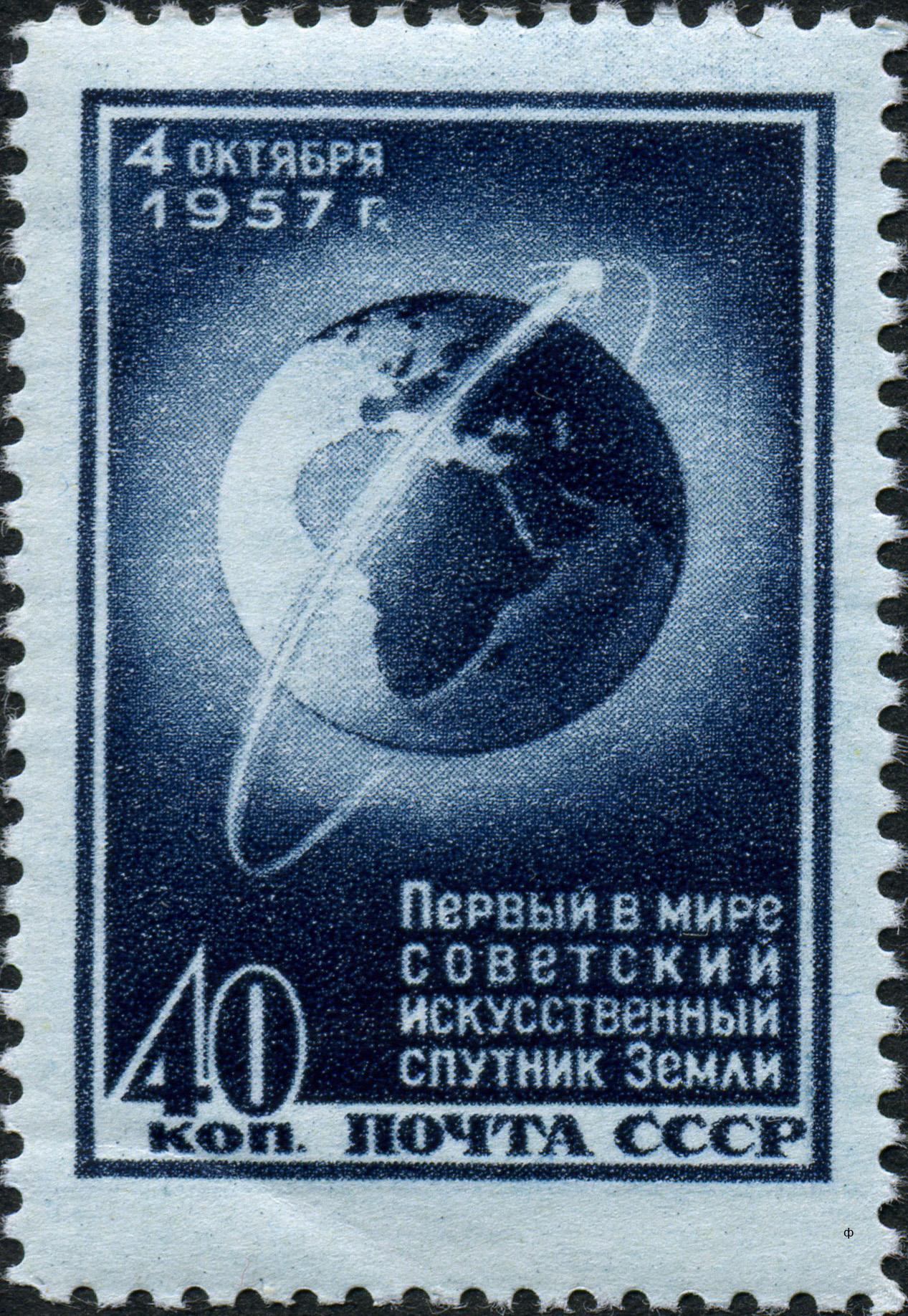
Con tem Liên Xô có hình Sputnik 1

Sputnik là một loạt các tàu không gian không người lái do Liên bang Xô Viết phóng lên không gian vào cuối những năm 1950 để thử nghiệm khả năng hoạt động của các vệ tinh tự nhiên.
Tên gọi "Спутник" trong tiếng Nga có nghĩa là "người đồng hành," và "vệ tinh." phát âm tiếng Nga là [ˈsputnʲɪk], phát âm phổ biến theo tiếng Anh là /ˈspʊtnɪk/ hoặc / ˈspʌtnɪk/.
Sputnik 1 là vệ tinh nhân tạo đầu tiên trên thế giới được Liên bang Xô Viết phóng lên quỹ đạo vào ngày 4 tháng 10 năm 1957.
Sputnik 2 được phóng lên vào ngày 3 tháng 11 năm 1957 và mang theo một sinh vật đầu tiên là một con chó tên là Laika.